# Лавсоніт
Лавсоніт (рос. лавсонит; англ. lawsonite; нім. Lawsonit m) — мінерал, водний алюмосилікат кальцію і алюмінію острівної будови.

## Загальний виклад
Хімічна формула:
- 1. За Є. Лазаренком: CaAl2[(OH)2|Si2O7]· H2O.
- 2. За К.Фреєм: 4[CaAl2Si2O7(OH)2·H2O].

Містить (%): CaO — 17,77; Al2O3 — 32,69; SiO2 — 38,09; H2O — 11,45.
Сингонія ромбічна.
Кристали таблитчасті і призматичні, волокнисті агрегати.
Густина 3,09.
Твердість 6,5-8,0.
Колір ясно-блакитний до безбарвного.
Блиск скляний до масного.
Напівпрозорий. Риска біла.
Зустрічається у вигляді зерен у метаморфічних породах. Продукт зміни анортиту в габро і діоритах, також другорядний мінерал в деяких сланцях і ґнейсах, іноді зустрічається разом з ґлаукофаном.
Асоціює з пумпеліїтом або ним заміщується.
Головні знахідки — в районі затоки Сан-Франциско (штат Каліфорнія, США), на о-ві Сулавесі (Індонезія), на о-ві Корсика (Франція), в горах Канто (Японія). Рідкісний.
Названий за прізвищем американського мінералога А. К. Лавсона (A.C.Lawson), F.L.Ransome, 1895.